# Litauische Kommission für Verwaltungsstreitigkeiten
Die Litauische Kommission für Verwaltungsstreitigkeiten (lit. Lietuvos administracinių ginčų komisija, LAGK) ist eine Behörde in Litauen. Sie untersteht keiner Behörde und ist für Verwaltungsstreitigkeiten  zuständig. Die Kommission besteht aus fünf Mitgliedern. Sie ist die Vorverfahren-Organisation, die sich mit Streitigkeiten zwischen Einzelpersonen (Organisationen) und Behörden der Verwaltung beschäftigt. Die Kommission ist keine Justizbehörde. Eine Beschwerde gegen die Kommission kann höchstens 20 Tage nach Erhalt der Entscheidung schriftlich durch Antrag beim Bezirksverwaltungsgericht Vilnius eingereicht werden. Die Institution Vyriausioji administracinių ginčų komisija (VAGK) wurde 1999 laut den litauischen Verwaltungsstreitigkeiten-Gesetzen  (Administracinių bylų teisenos įstatymas und Administracinių ginčų komisijų įstatymas) errichtet. Seit dem 2. Januar ist sie Lietuvos administracinių ginčų komisija.
Adresse: Vilniaus-Str. 27, Vilnius.

## Leitung
- 1999–2012: Adolfas Gylys
- 2012–2016: Jūratė Mikalčienė
- 2016–2020: Vytautas Kurpuvesas (* 1978)
- 2020–2024: Žydrūnas Plytnikas (* 1971)